# Panzerschreck

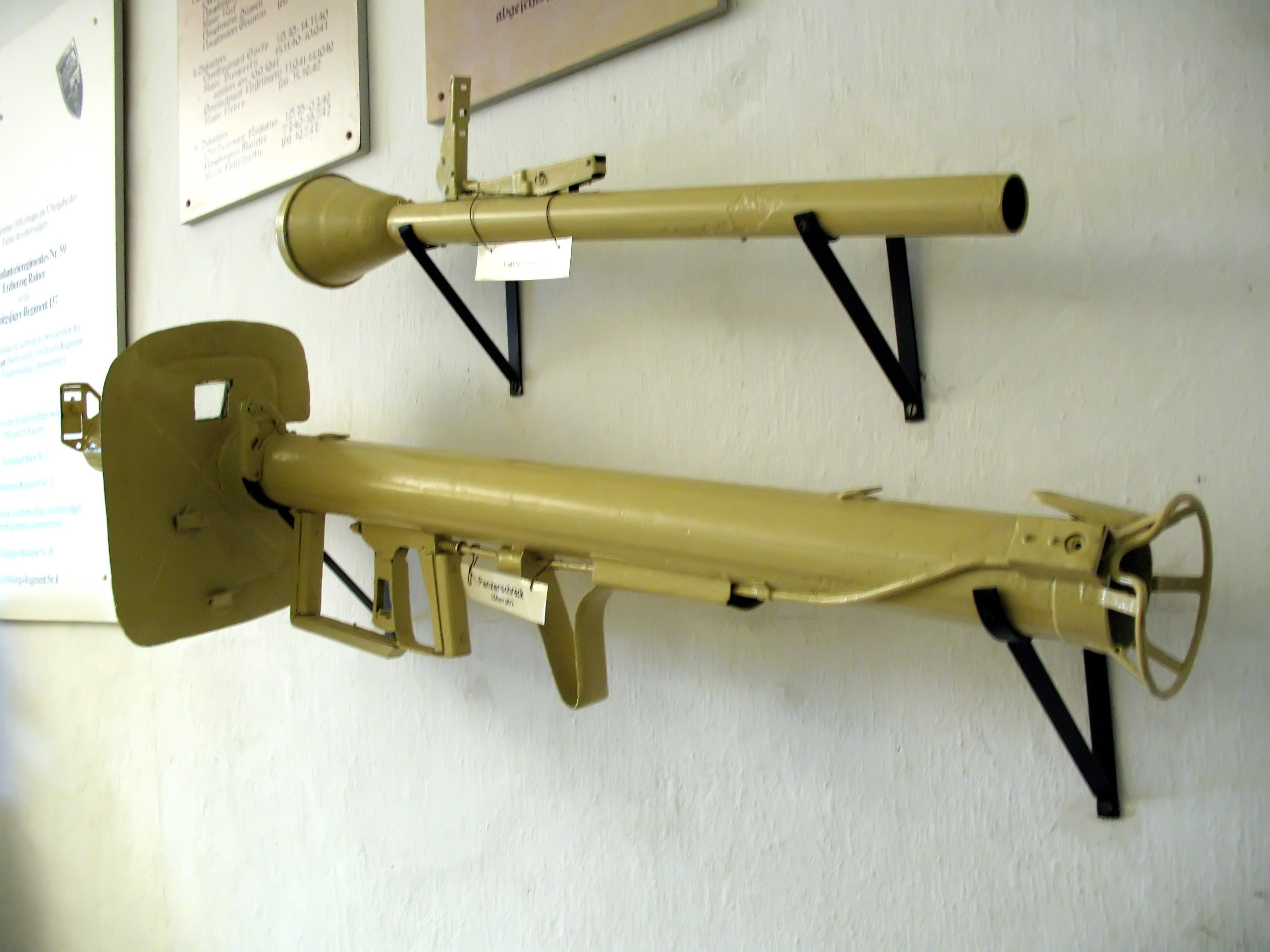
Panzerfaust 60 (en haut) et Panzerschreck 54 (en bas)

Le Raketen Panzerbüchse (RPzB), surnommé  Panzerschreck (« la terreur du char »), est un lance-roquettes antichar allemand produit pendant la Seconde Guerre mondiale.

## Histoire
En 1943, les troupes allemandes qui combattent les soldats américains en Afrique du Nord capturent de nombreux exemplaires du bazooka. Ne disposant à l'époque que du Panzerfaust 30 à usage unique pour 30 mètres de portée (le Panzerfaust 60 étant encore à l'étude), les militaires allemands décidèrent de se doter d'un lance-roquettes capable d'être utilisé plusieurs fois, à l'image du bazooka américain.
Celui-ci commence à être diffusé aux troupes au printemps 1944. Redouté par les équipages de chars alliés, ce lance-roquettes RPzB 43 Panzerschreck, surnommé « tuyau de poêle » (« Ofenrohr » en allemand), fonctionne comme son homologue américain grâce à un mécanisme de tir électrique. Mais contrairement à celui-ci et au Panzerfaust, la roquette était propulsée durant tout le vol par un moteur de fusée et pas uniquement par une impulsion lors du tir. La tête de la roquette fonctionnait sur le principe de la charge creuse.
À cause du flux de gaz chaud et toxique émanant du moteur de la roquette, les premières versions du Panzerschreck nécessitaient le port d'un poncho ignifuge et d'un masque à gaz par le tireur, ce qui devint inutile lors de l'utilisation des modèles suivants dotés d'un bouclier de protection.
La portée du Panzerschreck était plus grande que celle du Panzerfaust, ce qui permettait de ne plus devoir se rapprocher à proximité immédiate du blindé ennemi pour pouvoir tirer. Une plus grande cadence de tir était également possible grâce au rechargement.

## Emploi

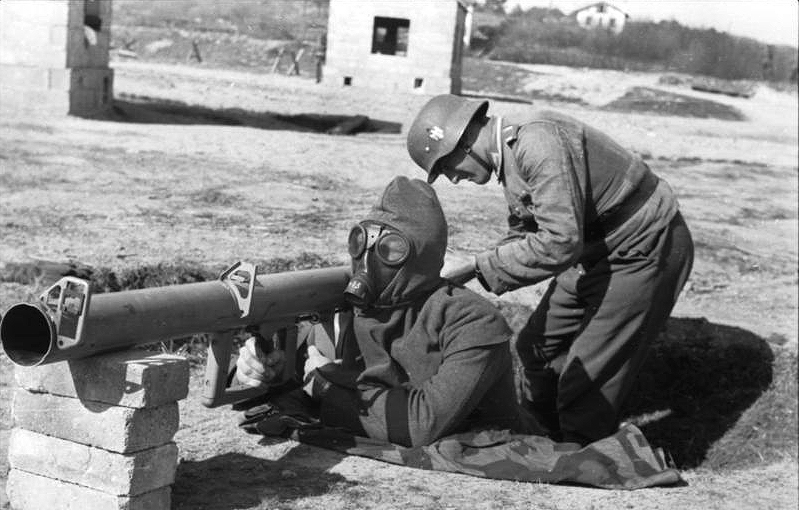
Démonstration de l'utilisation d'un modèle initial de Panzerschreck 43 sans bouclier en mars 1944 guerre mondiale. Le tireur est vêtu d'une tenue destinée à le protéger des gaz chauds et toxiques de la roquette

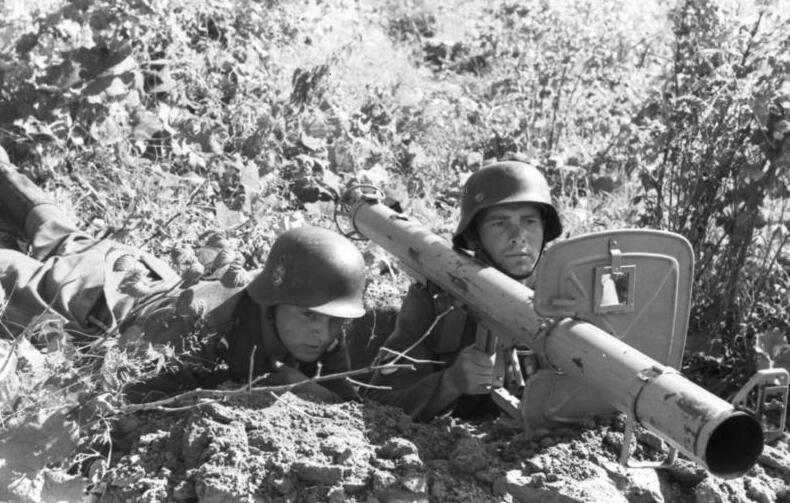
Soldats allemands servants d'un Panzerschreck 54 sur le front de l'Est en aout 1944 guerre mondiale.

Le premier prototype du Raketen Panzerbüchse 43 est produit en 1943 et distribué au sein des troupes pour la première fois durant le printemps 1944. Jusqu'à la fin de la guerre, 314 895 lance-roquettes et 2 218 400 roquettes furent produits au total[réf. nécessaire], soit une quantité largement inférieure à celle des Panzerfaust. Ils furent essentiellement employés contre les chars alliés dont ils réussirent sans difficulté à percer le blindage. Mais ils furent également utilisés pour percer des murs de maisons lors de combats de rues. 
Alors que le Panzerfaust était destiné à être largement distribué à tous les soldats ainsi qu'aux membres des jeunesses hitlériennes ou du Volkssturm, le Panzerschreck n'était destiné qu'à des soldats spécialement formés. Deux hommes étaient nécessaires à son utilisation, un tireur et un chargeur qui alimentait le lance-roquettes par l'arrière avec les munitions.
L'inconvénient du Panzerschreck était de produire un nuage de fumée bien visible après le tir, ce qui permettait souvent à l'ennemi de localiser rapidement la provenance du tir. Les gaz chauds et toxiques responsables des émanations de fumée s'échappaient aussi vers l'arrière du Panzerschreck, ce qui rendait impossible son utilisation depuis des espaces confinés : intérieur d'habitations, d'abris ou de bunkers.

## Modèles
- RPzB 43 : sans bouclier de protection contre les flammes de tir à la bouche de l'arme ; portée de 150 m.
- RPzB 54 : avec bouclier de protection ; portée de 150 m.
- RPzB 54/1 : avec bouclier de protection ; portée de 180 m ; roquette améliorée ; tube de lancement plus court que ses prédécesseurs.